# Rambo: Pierwsza krew: Tom 2
Rambo: Pierwsza krew: Tom 2 (ang. Rambo: First Blood Part II) – powieść dreszczowiec Davida Morrella z 1985 roku. Utwór jest drugą częścią cyklu o Rambo i bezpośrednią kontynuacją powieści Rambo: Pierwsza krew z 1972 roku.
Powieść napisana została na podstawie filmu Rambo II.

## Treść
John Rambo, weteran wojny w Wietnamie po spaleniu znacznej części miasta Madison odsiaduje wyrok w więzieniu. Ma jednak szansę wyjść na wolność, jeśli podejmuje się ryzykownej misji: ma wrócić do Wietnamu, do tego samego obozu, w którym więziono go i torturowano, i ustalić czy nadal są tam więzieni, zaginieni jakiś czas temu, amerykańscy żołnierze. Rambo podejmuje to wyzwanie...